# Giải đua ô tô Công thức 1 Thành phố Mexico 2023
Giải đua ô tô Công thức 1 Thành phố Mexico 2023 (tên chính thức là Formula 1 Gran Premio de la Ciudad de México 2023) là một chặng đua Công thức 1 được tổ chức vào ngày 29 tháng 10 năm 2023 tại trường đua Anh em Rodríguez, Thành phố México, México và là chặng đua thứ 19 của giải đua xe Công thức 1 2023.

## Bối cảnh
Tại chặng đua này, Nico Hülkenberg sẽ tham gia chặng đua Công thức 1 thứ 200 của anh.

### Bảng xếp hạng trước cuộc đua
Sau giải đua ô tô Công thức 1 Hoa Kỳ, Max Verstappen dẫn đầu bảng xếp hạng các tay đua trước Sergio Pérez (240 điểm) và Lewis Hamilton (201 điểm) với 466 điểm. Tại bảng xếp hạng các đội đua, Red Bull Racing dẫn đầu Mercedes (344 điểm) và Ferrari (322 điểm) với 706 điểm.

### Lựa chọn bộ lốp
Nhà cung cấp lốp xe Pirelli sẽ cung cấp các bộ lốp hạng C3, C4 và C5 (được chỉ định lần lượt là cứng, trung bình và mềm) để các đội sử dụng tại sự kiện này.

## Tường thuật

### Buổi tập
Trong buổi tập đầu tiên, năm đội sẽ thay thế một trong những tay đua chính của đội với một tay đua dự bị của đội: Théo Pourchaire thay cho Valtteri Bottas tại Alfa Romeo, Frederik Vesti thay cho George Russell tại Mercedes, Jack Doohan thay cho Pierre Gasly tại Alpine, Oliver Bearman thay cho Kevin Magnussen tại Haas và Isack Hadjar thay cho Yuki Tsunoda tại AlphaTauri. Ngoài ra, đây sẽ là lần đầu tiên Bearman, Vesti và Hadjar tham gia một buổi tập Công thức 1. Sau khi buổi tập đầu tiên kết thúc, Max Verstappen đứng đầu với thời gian nhanh nhất là 1:19,718 phút trước Alexander Albon và Sergio Pérez.
Trong buổi tập thứ hai, Verstappen đứng đầu với thời gian nhanh nhất là 1:18,686 phút trước Lando Norris và Charles Leclerc.
Trong buổi tập thứ ba, Verstappen đứng đầu với thời gian nhanh nhất là 1:17,887 phút trước Albon và Pérez.

### Vòng phân hạng
Vòng phân hạng bao gồm ba phần với thời gian tổng cộng là 45 phút. Trong phần đầu tiên (Q1), các tay đua có 18 phút để tiếp tục tham gia phần thứ hai vòng phân hạng. Tất cả các tay đua đạt được thời gian trong phần đầu tiên với thời gian tối đa 107% thời gian nhanh nhất được phép tham gia cuộc đua. 15 tay đua nhanh nhất lọt vào phần tiếp theo. Verstappen là tay đua nhanh nhất Q1 và sau khi Q1 kết thúc, Esteban Ocon, Magnussen, Lance Stroll, Norris và Logan Sargeant đều bị loại.
Phần thứ hai (Q2) kéo dài 15 phút và mười tay đua nhanh nhất của phần này đi tiếp vào phần thứ ba và cuối cùng của vòng phân hạng (Q3). Verstappen là tay đua nhanh nhất Q2 và sau khi Q2 kết thúc, Gasly, Nico Hülkenberg, Fernando Alonso, Albon và Tsunoda bị loại.
Phần thứ ba (Q3) kéo dài 12 phút, trong đó mười vị trí xuất phát đầu tiên cho cuộc đua chính được xác định sẵn. Leclerc giành vị trí pole với thời gian nhanh nhất là 1:17,723 phút trước Carlos Sainz Jr. và Verstappen. Đó là vị trí pole thứ 22 trong sự nghiệp của Leclerc.

### Cuộc đua
Ngay sau khi cuộc đua bắt đầu, Pérez va chạm với Leclerc khiến Pérez phải bỏ cuộc và tấm cuối của mũi xe của Leclerc bị hư hại. Tại vòng đua thứ 31, Kevin Magnussen tông mạnh vào rào chắn đường đua khiến hệ thống lốp treo sau bên trái bị hỏng và cũng khiến chiếc xe của anh cháy âm ỉ. Vụ tai nạn này khiến cuộc đua bị gián đoạn. Tại vòng đua thứ 47, Alonso bỏ cuộc do chiếc xe của anh bị hỏng. Đồng đội Lance Stroll của anh tại Aston Martin sau đó cũng buộc phải bỏ cuộc sau một pha va chạm với Bottas. Sargeant gặp vấn đề với máy bơm nhiên liệu và anh buộc phải bỏ cuộc tại vòng đua cuối cùng.
Verstappen giành chiến thắng trước Hamilton và Leclerc sau khi cuộc đua kết thúc. Đây là chiến thắng thứ 16 trong mùa giải của anh và cũng là chiến thắng thứ 51 trong sự nghiệp của anh. Hơn nữa, anh đã chính thức phá kỷ lục số lần chiến thắng nhiều nhất của anh vào mùa giải 2022. Các tay đua còn lại ghi điểm trong cuộc đua chính là Sainz Jr., Norris, Russell, Daniel Ricciardo, Oscar Piastri, Albon và Ocon.

## Kết quả

### Vòng phân hạng
| Vị trí                   | Số xe | Tay đua          | Đội đua                      | Q1                  | Q2                  | Q3       | Vị trí xuất phát |
| ------------------------ | ----- | ---------------- | ---------------------------- | ------------------- | ------------------- | -------- | ---------------- |
| 1                        | 16    | Charles Leclerc  | Ferrari                      | 1:18,401            | 1:17,901            | 1:17,166 | 1                |
| 2                        | 55    | Carlos Sainz Jr. | Ferrari                      | 1:18,755            | 1:18,382            | 1:17,233 | 2                |
| 3                        | 1     | Max Verstappen   | Red Bull Racing-Honda RBPT   | 1:18,099            | 1:17,625            | 1:17,263 | 3                |
| 4                        | 3     | Daniel Ricciardo | AlphaTauri-Honda RBPT        | 1:18,341            | 1:17,706            | 1:17,382 | 4                |
| 5                        | 11    | Sergio Pérez     | Red Bull Racing-Honda RBPT   | 1:18,553            | 1:18,124            | 1:17,423 | 5                |
| 6                        | 44    | Lewis Hamilton   | Mercedes                     | 1:18,677            | 1:17,571            | 1:17,454 | 6                |
| 7                        | 81    | Oscar Piastri    | McLaren-Mercedes             | 1:18,241            | 1:17,874            | 1:17,623 | 7                |
| 8                        | 63    | George Russell   | Mercedes                     | 1:18,893            | 1:17,673            | 1:17,674 | 8                |
| 9                        | 77    | Valtteri Bottas  | Alfa Romeo-Ferrari           | 1:18,429            | 1:18,016            | 1:18,032 | 9                |
| 10                       | 24    | Chu Quán Vũ      | Alfa Romeo-Ferrari           | 1:19,016            | 1:18,440            | 1:18,050 | 10               |
| 11                       | 10    | Pierre Gasly     | Alpine-Renault               | 1:18,945            | 1:18,521            | –        | 11               |
| 12                       | 27    | Nico Hülkenberg  | Haas-Ferrari                 | 1:18,969            | 1:18,524            | –        | 12               |
| 13                       | 14    | Fernando Alonso  | Aston Martin Aramco-Mercedes | 1:18,848            | 1:18,738            | –        | 13               |
| 14                       | 23    | Alexander Albon  | Williams-Mercedes            | 1:18,828            | 1:19,147            | –        | 14               |
| 15                       | 22    | Yuki Tsunoda     | AlphaTauri-Honda RBPT        | 1:18,890            | Không lập thời gian | –        | 191              |
| 16                       | 31    | Esteban Ocon     | Alpine-Renault               | 1:19,080            | –                   | –        | 15               |
| 17                       | 20    | Kevin Magnussen  | Haas-Ferrari                 | 1:19,163            | –                   | –        | 16               |
| 18                       | 18    | Lance Stroll     | Aston Martin Aramco-Mercedes | 1:19,227            | –                   | –        | Làn pit2         |
| 19                       | 4     | Lando Norris     | McLaren-Mercedes             | 1:21,554            | –                   | –        | 17               |
| Thời gian 107%: 1:41,747 |       |                  |                              |                     |                     |          |                  |
| 20                       | 2     | Logan Sargeant   | Williams-Mercedes            | Không lập thời gian | –                   | –        | 202              |

Chú thích
- ^1  – Yuki Tsunoda được yêu cầu bắt đầu cuộc đua từ vị trí cuối cùng vì đã vượt quá số lượng bộ nguồn và hộp số cho phép.[18][19]
- ^2  – Lance Stroll vượt qua vòng phân hạng ở vị trí thứ 18 nhưng anh phải xuất phát từ làn pit vì các yếu tố có thông số kỹ thuật khác với những thông số kỹ thuật được sử dụng ban đầu đã được lắp trên xe của anh trong điều kiện parc fermé.[20][21]
- ^3  – Logan Sargeant không lập được thời gian trong vòng phân hạng. Anh được phép tham gia đua sau khi ban quản lý cho phép. Thêm vào đó, anh bị tụt mười vị trí vì vượt trong điều kiện cờ vàng tại Q2. Án phạt này không gây ảnh hưởng đến vị trí xuất phát của anh vì anh phải xuất phát ở vị trí cuối cùng.[18][22]

### Cuộc đua
| Vị trí                                                                              | Số xe | Tay đua          | Đội đua                      | Số vòng | Thời gian/ Bỏ cuộc | Vị trí xuất phát | Số điểm |
| ----------------------------------------------------------------------------------- | ----- | ---------------- | ---------------------------- | ------- | ------------------ | ---------------- | ------- |
| 1                                                                                   | 1     | Max Verstappen   | Red Bull Racing-Honda RBPT   | 71      | 2:02:30,814        | 3                | 25      |
| 2                                                                                   | 44    | Lewis Hamilton   | Mercedes                     | 71      | + 13,875           | 6                | 191     |
| 3                                                                                   | 16    | Charles Leclerc  | Ferrari                      | 71      | + 23,124           | 1                | 15      |
| 4                                                                                   | 55    | Carlos Sainz Jr. | Ferrari                      | 71      | + 27,154           | 2                | 12      |
| 5                                                                                   | 4     | Lando Norris     | McLaren-Mercedes             | 71      | + 33,266           | 17               | 10      |
| 6                                                                                   | 63    | George Russell   | Mercedes                     | 71      | + 41,020           | 8                | 8       |
| 7                                                                                   | 3     | Daniel Ricciardo | AlphaTauri-Honda RBPT        | 71      | + 41,570           | 4                | 6       |
| 8                                                                                   | 81    | Oscar Piastri    | McLaren-Mercedes             | 71      | + 43,104           | 7                | 4       |
| 9                                                                                   | 23    | Alexander Albon  | Williams-Mercedes            | 71      | + 48,573           | 14               | 2       |
| 10                                                                                  | 31    | Esteban Ocon     | Alpine-Renault               | 71      | + 1:02,879         | 15               | 1       |
| 11                                                                                  | 10    | Pierre Gasly     | Alpine-Renault               | 71      | + 1:06,208         | 11               |         |
| 12                                                                                  | 22    | Yuki Tsunoda     | AlphaTauri-Honda RBPT        | 71      | + 1:18,982         | 18               |         |
| 13                                                                                  | 27    | Nico Hülkenberg  | Haas-Ferrari                 | 71      | + 1:20,309         | 12               |         |
| 14                                                                                  | 24    | Chu Quán Vũ      | Alfa Romeo-Ferrari           | 71      | + 1:21,676         | 10               |         |
| 15                                                                                  | 77    | Valtteri Bottas  | Alfa Romeo-Ferrari           | 71      | + 1:25,5972        | 9                |         |
| 163                                                                                 | 2     | Logan Sargeant   | Williams-Mercedes            | 70      | Máy bơm xăng       | 19               |         |
| 173                                                                                 | 18    | Lance Stroll     | Aston Martin Aramco-Mercedes | 66      | Xe hỏng do va chạm | Làn pit          |         |
| Bỏ cuộc                                                                             | 14    | Fernando Alonso  | Aston Martin Aramco-Mercedes | 47      | Xe hỏng do va chạm | 13               |         |
| Bỏ cuộc                                                                             | 20    | Kevin Magnussen  | Haas-Ferrari                 | 31      | Tai nạn            | 16               |         |
| Bỏ cuộc                                                                             | 11    | Sergio Pérez     | Red Bull Racing-Honda RBPT   | 1       | Xe hỏng do va chạm | 5                |         |
| Vòng đua nhanh nhất: Lewis Hamilton (Mercedes) – 1:38,139 (vòng đua thứ 71)         |       |                  |                              |         |                    |                  |         |
| Tay đua xuất sắc nhất cuộc đua: Lando Norris (McLaren-Mercedes), 29,5% số phiếu bầu |       |                  |                              |         |                    |                  |         |

Chú thích
- ^1  – Bao gồm một điểm cho vòng đua nhanh nhất.[24]
- ^2  – Valtteri Bottas về đích ở vị trí thứ 14 nhưng bị tụt xuống vị trí thứ 15 sau khi nhận một án phạt 5 giây vì gây ra vụ va chạm với Lance Stroll.[25][26]
- ^3  – Logan Sargeant và Lance Stroll được xếp hạng vì đã hoàn thành hơn 90% của chiều dài tổng cộng của chặng đua.[25]

## Bảng xếp hạng sau cuộc đua

### Bảng xếp hạng các tay đua
| Vị trí | Tay đua          | Đội đua                      | Số điểm | Thay đổi vị trí |
| ------ | ---------------- | ---------------------------- | ------- | --------------- |
| 1      | Max Verstappen*  | Red Bull Racing-Honda RBPT*  | 491     | +/-0            |
| 2      | Sergio Pérez     | Red Bull Racing-Honda RBPT   | 240     | +/-0            |
| 3      | Lewis Hamilton   | Mercedes                     | 220     | +/-0            |
| 4      | Carlos Sainz Jr. | Ferrari                      | 183     | 1               |
| 5      | Fernando Alonso  | Aston Martin Aramco-Mercedes | 183     | 1               |
| 6      | Lando Norris     | McLaren-Mercedes             | 169     | +/-0            |
| 7      | Charles Leclerc  | Ferrari                      | 166     | +/-0            |
| 8      | George Russell   | Mercedes                     | 151     | +/-0            |
| 9      | Oscar Piastri    | McLaren-Mercedes             | 87      | +/-0            |
| 10     | Pierre Gasly     | Alpine-Renault               | 56      | +/-0            |

- Lưu ý: Chỉ có mười vị trí đứng đầu được liệt kê trong bảng xếp hạng này.
- Các tay đua/đội đua được in đậm và đánh dấu hoa thị là nhà vô địch Giải đua xe Công thức 1 2023.

### Bảng xếp hạng các đội đua
| Vị trí | Đội đua                      | Số điểm | Thay đổi vị trí |
| ------ | ---------------------------- | ------- | --------------- |
| 1      | Red Bull Racing-Honda RBPT   | 731     | +/-0            |
| 2      | Mercedes                     | 371     | +/-0            |
| 3      | Ferrari                      | 349     | +/-0            |
| 4      | McLaren-Mercedes             | 256     | +/-0            |
| 5      | Aston Martin Aramco-Mercedes | 236     | +/-0            |
| 6      | Alpine-Renault               | 101     | +/-0            |
| 7      | Williams-Mercedes            | 28      | +/-0            |
| 8      | AlphaTauri-Honda RBPT        | 16      | 2               |
| 9      | Alfa Romeo-Ferrari           | 16      | 1               |
| 10     | Haas-Ferrari                 | 12      | 1               |